# Lawinenunglück in Farindola

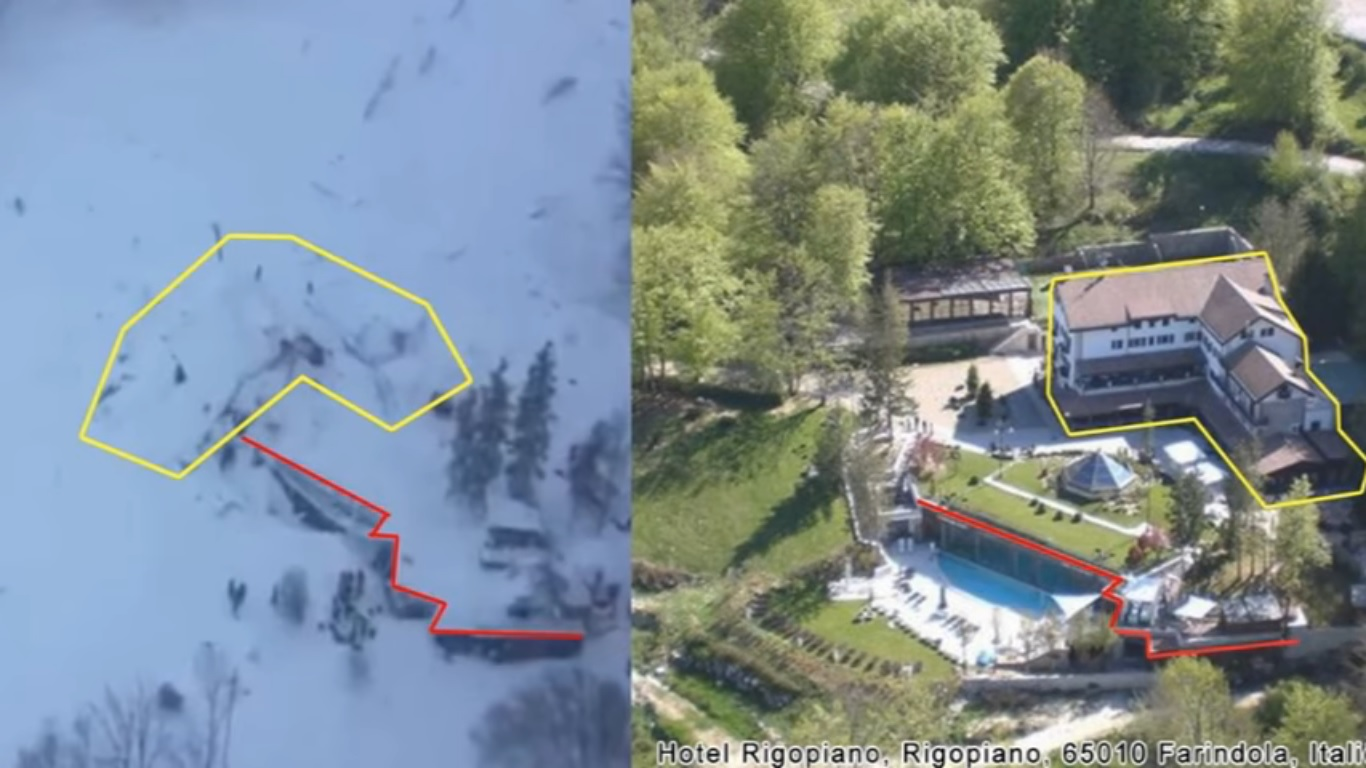
Das Hotel nach und vor dem Lawinenabgang

Beim Lawinenunglück in Farindola im Gran-Sasso-Massiv des Apennin wurde am 18. Januar 2017 das Hotel Rigopiano in Farindola, einer Gemeinde in der Provinz Pescara in der italienischen Region Abruzzen, zerstört. 29 Menschen wurden getötet, neun Personen, die sich zum Zeitpunkt des Unglücks innerhalb des Hotels befanden, konnten lebend geborgen werden, zwei Personen, die sich auf dem Hotelparkplatz aufhielten, konnten sich selbst aus dem Schnee befreien.

## Vorgeschichte
Seit Anfang Januar 2017 sorgte eine Kältewelle in Europa vor allem im Mittleren Apennin für außergewöhnliche Schneefälle und Schneehöhen, die teilweise zwei Meter deutlich überschritten. Dies führte dazu, dass zahlreiche kleinere Ortschaften in Bergregionen auf Straßen nicht mehr erreichbar waren. Der starke Schneefall führte auch zu tagelangen Stromausfällen. So waren am 20. Januar 2017 noch 45.000 Menschen in den Provinzen Teramo und Pescara ohne Strom.

## Hotel Rigopiano
Das Hotel Rigopiano befand sich im Nationalpark Gran Sasso und Monti della Laga bei Farindola. Es lag auf 1200 m s.l.m. an einem Abhang des Monte Tremoggia im östlichen Bereich des Gran-Sasso-Massivs. Es war über eine 10 km stark ansteigende Straße von Farindola aus zu erreichen und lag 700 Meter von der Provinzstraße SP 37, die Castelli mit dem Campo Imperatore verbindet, entfernt. Das Hotel lag genau am Ausgang eines zwar bewaldeten, jedoch rinnenförmigen Hochtales. Über diesem Tal bauen sich steile, kahle Bergflanken auf, an denen sich massiv Neuschnee ablagert. Bereits 1936 war eine riesige Lawine durch dieses Tal abgegangen, die ebenfalls Geröll und Bäume mitgerissen hatte. Anfang der 1950er Jahre wurde auf dem Schutthügel jener Lawine eine Berghütte erbaut, die 1972 erweitert und 2007 zu einem Viersternehotel mit Wellnessbereich und Hallenbad ausgebaut wurde. Es wurde seither von der Firma Gran Sasso Ressort betrieben. 2008 kam es zu einer Anklage gegen die Betreiber und einige Lokalpolitiker wegen des Verstoßes gegen das Baurecht, die im November 2008 vom zuständigen Gericht abgelehnt wurde.

## Lawinenabgang

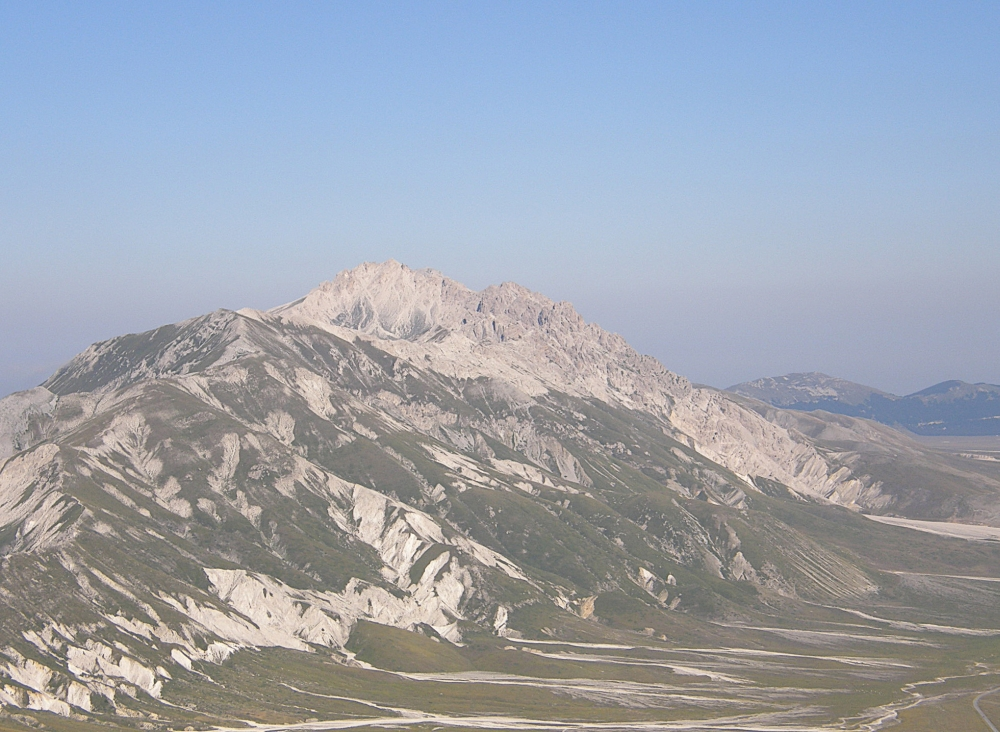
Landschaft des Gran-Sasso-Massivs

Seit Montag, 16. Januar galt in der ganzen Region die höchste Lawinenwarnstufe. Diese Meldung kam allerdings aus bisher ungeklärten Gründen bei der Gemeinde Farindola nicht an. Der Schnee im Gran-Sasso-Massiv mit Höhen bis fünf Metern war sehr instabil. Das Gebiet war nicht als lawinengefährdet eingestuft. Die Neuschneemengen waren allerdings sehr instabil. Ob die Erdstöße am selben Tag am 40 km entfernten Lago di Campotosto zu weiterer Instabilität beitrugen, ist ungeklärt. Zur Zeit des Lawinenabgangs gab es allerdings keine spürbaren Nachbeben. Dazu kamen in der Nacht zum 18. Januar weiter 1,50 m Neuschnee. Dadurch wurde die am Vortag noch befahrbare Straße zum Hotel unpassierbar.
Da das Hotel wegen der verschneiten Straßen nicht erreichbar war, wurde bereits am 17. Januar ein Schneepflug angefordert, der schließlich für den 18. Januar 15:00 zugesagt wurde, tatsächlich aber nie eintraf. Aufgrund der Zusage versammelten sich die Hotelgäste abfahrtbereit in der Hotelhalle. Dort im Barbereich wurden auch die meisten Toten gefunden. Insgesamt hielten sich im Hotel 40 Personen auf, 28 Hotelgäste und 12 Mitarbeiter, darunter der Hotelbesitzer. 39 Personen waren italienischer Nationalität, ein Angestellter war ein seit 2009 in Italien lebender Senegalese.
Um 17:25 Uhr traf eine Staublawine, gemischt mit Geröll und Bäumen, das Hotel und verschob Teile um bis zu zehn Meter. Der größte Teil des Gebäudes wurde dabei zerstört, die meisten Gäste und das Hotelpersonal wurden verschüttet. Zwei Hotelgäste, die sich zum Zeitpunkt des Unglücks auf dem Parkplatz befanden, blieben unverletzt und konnten sich selbst aus dem Schnee befreien. Einer der zwei Männer rief um 17:40 Uhr einen Freund an, um ihm die Lage zu schildern. Dieser versuchte darauf, über Notruf Alarm zu schlagen. Allerdings wurde sein Notruf zuerst als schlechter Scherz eingestuft. Erst um 19:45 Uhr wurde die Rettungsaktion in Gang gesetzt.

## Rettungsmaßnahmen
Da immer noch keine Maschinen zum Schneeräumen verfügbar waren, erreichten die ersten Retter erst um 4:00 Uhr am 19. Januar die Unglücksstelle auf Skiern. Helikopter kamen am Morgen zum Einsatz und flogen die beiden Überlebenden aus, die während des Lawinenunglücks außerhalb des Hotels gewesen waren. Bis Samstag, 21. Januar, konnten neun Personen lebend aus den Trümmern des Hotels gerettet werden, darunter alle vier vermissten Kinder. Die Geretteten wurden nach Penne ausgeflogen, wo die Einsatzzentrale eingerichtet wurde, und von dort ins Krankenhaus in Pescara gebracht. Bis zum 25. Januar wurden 29 Tote geborgen. Da es keine Vermissten mehr gab, wurden an diesem Abend die Rettungsarbeiten eingestellt. Die zwei Hotelhunde konnten sich selbstständig aus den Schneemassen befreien und in Sicherheit bringen. Am Montag, 23. Januar, wurden auch ihre drei Welpen lebend aus dem zerstörten Haus geborgen.

## Juristische Ermittlungen
Die Staatsanwaltschaft Pescara leitete Ermittlungen wegen fahrlässigem Totschlags ein, die sich vor allem auf die verspätet angelaufenen Rettungsmaßnahmen beziehen.